# 阿卜杜贾巴尔·阿卜杜拉赫曼诺夫
阿卜杜贾巴尔·阿卜杜贾巴罗维奇·阿卜杜拉赫曼诺夫，（俄语： Абдуджаба́р Абдуджаба́рович Абдурахма́нов，1907年11月2日（格里历：11月15日）—1975年10月3日），乌兹别克族，苏联党和国家领导人。曾任乌共（布）马尔吉兰、费尔干纳市委执行书记；塔什干州扬吉尤利区委执行书记；浩罕市、布哈拉州委第一书记；乌兹别克苏维埃社会主义共和国人民委员会、部长会议主席；乌兹别克苏维埃社会主义共和国国家计划委员会主席、副主席；苏联驻越南民主共和国大使馆经济顾问等职务。

## 生平
- 1907年11月15日出生于塔什干的一个建筑工人家庭。4岁时父亲去世，由母亲抚养长大。阿布杜贾巴尔很早就开始帮助兄弟们做家务，并打工补贴家用。
- 1919年-1924年，当地寄宿小学学习。1924年加入共青团。
- 1924年9月-1925年2月，莫斯科省列乌托夫纺织厂技术学校学习。
- 1925年3月-1928年2月，梁赞省扎赖斯克东方红纺织厂技术学校学习、工厂纺织机修理工。
- 1928年3月-1929年9月，乌兹别克苏维埃社会主义共和国费尔干纳市捷尔任斯基纺织厂机器装配工。1928年11月加入联共（布）。
- 1929年10月-1930年4月，费尔干纳州浩罕市Uzbektorg公司经理。
- 1930年5月-1931年2月，乌共（布）马尔吉兰市委执行书记。
- 1931年3月-10月，乌共（布）费尔干纳市委执行书记。
- 1931年11月-1934年1月，乌共（布）费尔干纳州扬吉尤利区委执行书记。
- 1934年2月-5月，费尔干纳市捷尔任斯基纺织厂副厂长。
- 1934年6月-1935年10月，克里米亚苏维埃社会主义自治共和国雅尔塔乌兹别克疗养院院长。
- 1935年11月-1938年3月，伊万诺沃工业学院学习。
- 1938年3月-5月，乌共（布）浩罕市委第一书记。
- 1938年5月-7月，乌共（布）布哈拉州委第一书记。
- 1938年7月-1946年3月，乌兹别克苏维埃社会主义共和国人民委员会主席。苏德战争期间负责组织苏联欧洲地区人员、机关单位、工厂向中亚地区的疏散工作。
- 1946年3月-1950年4月，乌兹别克苏维埃社会主义共和国部长会议主席。
- 1950年4月-1951年5月，联共（布）中央党校地方州委第一书记培训班学习。
- 1951年5月-1953年3月，苏联国营农场部副部长。
- 1953年3月-9月，苏联采购部棉花采购司司长兼Karakulivnytsia国营农场负责人。
- 1953年9月-1954年8月，苏联国营农场部Karakulivnytsia国营农场负责人。
- 1954年8月-1956年8月，乌兹别克苏维埃社会主义共和国部长会议副主席兼国家计划委员会主席。
- 1956年8月-11月，乌兹别克苏维埃社会主义共和国国家计划委员会副主席。
- 1956年11月-1958年8月，莫斯科全俄农业展览会乌兹别克馆馆长。
- 1958年8月-1960年6月，莫斯科苏联国民经济成就展乌兹别克馆馆长。
- 1960年6月-1964年7月，苏联驻越南民主共和国大使馆经济事务顾问。回国后在莫斯科因病休养。
- 1965年6月-8月，苏联部长会议对外经济委员会社会主义国家司首席专家。
- 1965年10月-1971年1月，乌兹别克苏维埃社会主义共和国地方工业部长。
- 1971年1月-1975年10月，乌兹别克苏维埃社会主义共和国部长会议常驻苏联部长会议代表。
- 1975年10月3日于莫斯科逝世，享年67岁。

阿卜杜拉赫曼诺夫是联共（布）18大，第18次代表会议代表；第18届中央审计委员；第1届苏联最高苏维埃联盟院代表，第2-3届苏联最高苏维埃民族院代表；第7届乌兹别克苏维埃社会主义共和国最高苏维埃代表。

## 荣誉
- 三次列宁勋章
- 一级卫国战争勋章
- 两次劳动红旗勋章
- 荣誉勋章